# Larsa
Larsa (la bíblica Ellasar Génesis)  fue una ciudad importante en la antigua  Mesopotamia. Está situada en Irak en la localidad de Senkereh, a unos 24 km al sudeste de las ruinas de la ciudad de Uruk, y 250 km al sur de Bagdad. Los restos de Larsa cubren una superficie de unas 200 hectáreas. El punto más alto alcanza una altitud de unos 21,3 m.

## Arqueología

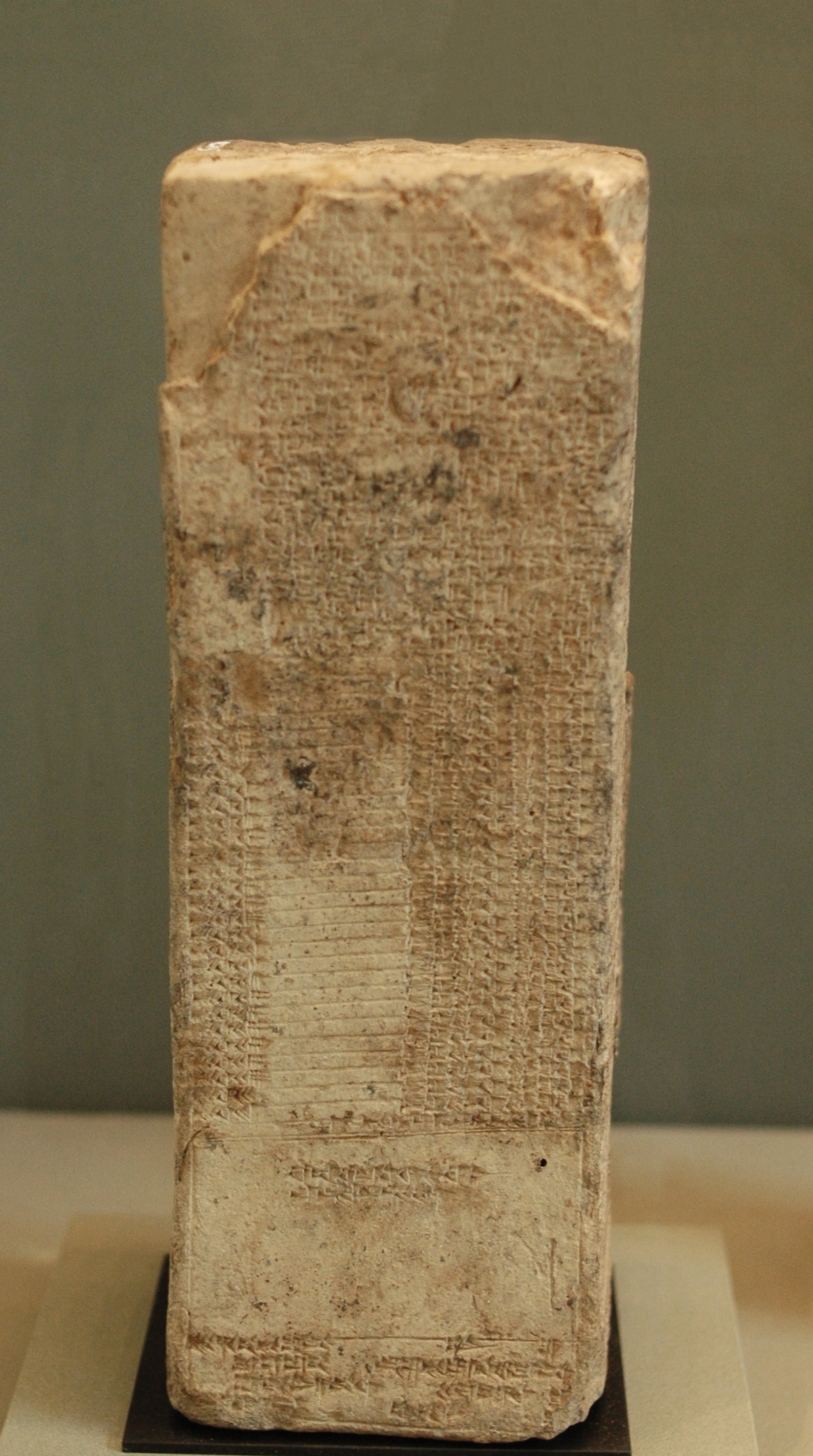
Lista de los reyes de Larsa, año 39 del reinado de Hammurabi, Louvre

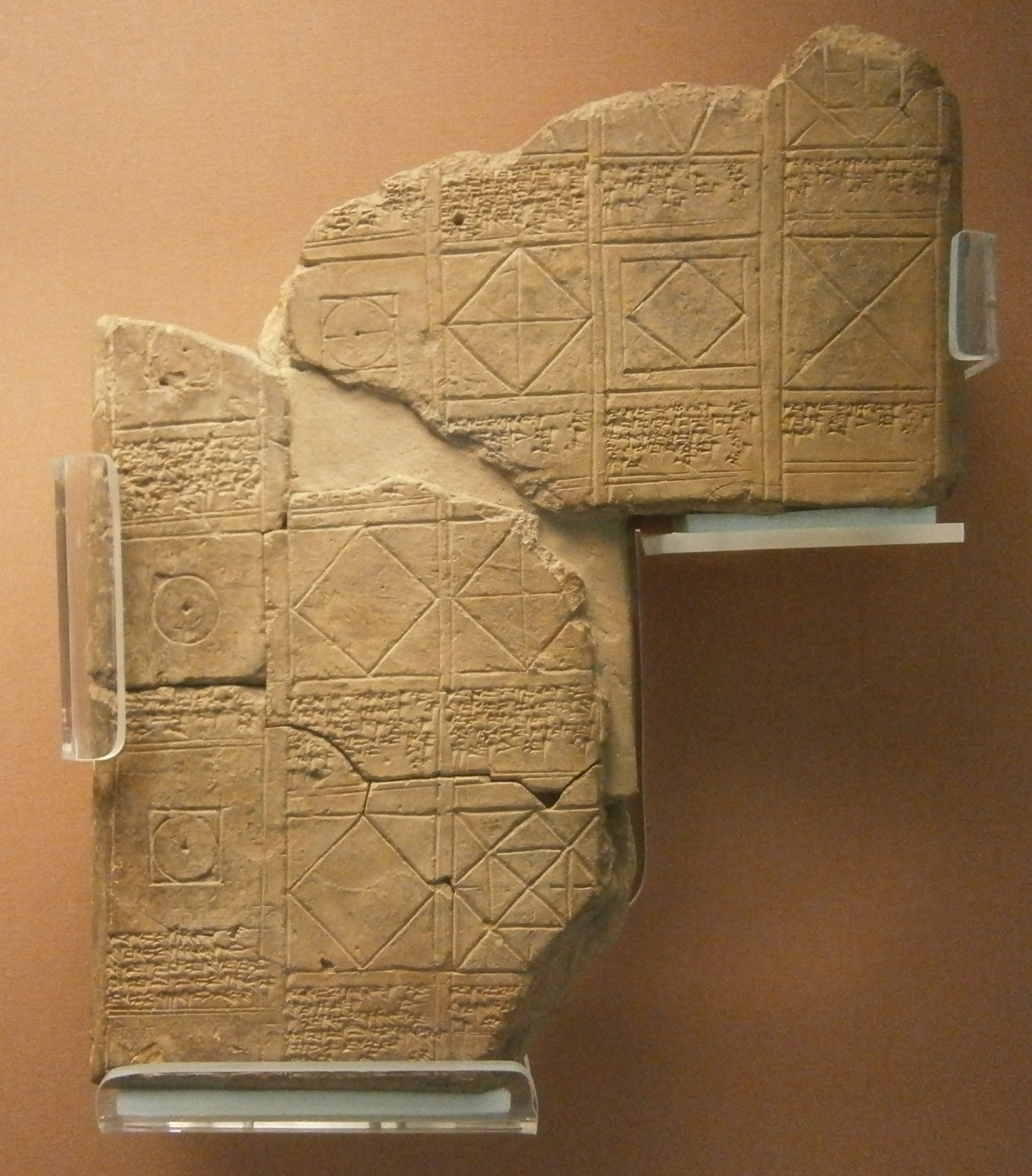
Compilación de problemas de geometría plana de Larsa, periodo babilónico antiguo

El yacimiento de Tell es-Senkereh fue excavado por primera vez, bajo los rudimentarios estándares arqueológicos de su época, por William Loftus en 1850 durante menos de un mes. Loftus recuperó ladrillos de construcción de Nabucodonosor II del Imperio neobabilónico, lo que permitió identificar el yacimiento como la antigua ciudad de Larsa. Gran parte del trabajo de Loftus se centró en el templo de Shamash, reconstruido por Nabucodonosor II. También se encontraron inscripciones de Burna-Buriash II, de la dinastía Casita de Babilonia, y Hammurabi, de la primera dinastía babilónica. Larsa también fue excavada brevemente por Walter Andrae en 1903. El sitio fue inspeccionado por Edgar James Banks en 1905. Descubrió que la población local estaba causando saqueos generalizados. La primera excavación científica moderna de Senkereh tuvo lugar en 1933, con el trabajo de André Parrot. Parrot volvió a trabajar en el lugar en 1967.== Historia de Larsa==

### Orígenes
Aunque es mencionada en inscripciones que datan del 2700 a. C., Larsa no adquirió relevancia política hasta el siglo XXI a. C. en que consigue la independencia política de Ur de la mano del amorita Naplanum, poco antes de la destrucción de Ur a manos de los elamitas.

### Comienzo de la hegemonía
A finales del siglo XX a. C. el rey Gungunum inicia el periodo de expansión de Larsa arrebatando a Isin el control de las ciudades de Ur, Uruk, Eridu y Lagash y a los Elamitas el control de Susa, tomo para sí el título de Rey de Sumer y Acad con lo que reclamaba la herencia de la III dinastía de Ur. Posteriormente, el rey Sumu-El conquistó Nippur, Kazallu y Kish, con lo que se convertía en el reino hegemónico de la zona.
A principios del siglo XIX a. C. Isin, reconquista Ur a Larsa, aunque esta la recupera rápidamente el 1875 a. C. pero también, Nippur, conquistada en 1895 a. C., es perdida ante Isin. Sería Nippur, objeto de eternas disputas entre Larsa e Isin.

### Guerras contra Isin: el dominio de Nippur
Para la segunda mitad de este siglo un personaje con un nombre elamita pero del que se cree que era amorreo, Kudur-Mabuk, se hizo con el control de Larsa sin que se sepa exactamente como, probablemente aprovechando las desestabilización política que debieron provocar las continuas guerras entre Isin y Larsa. Kudur-mabuk puso en el trono de Larsa a su hijo Warad-Sin aunque reino personalmente a través de este. En 
1838 a. C., durante el reinado de Warad-sin, Larsa logra arrebatar a Isin, el dominio de Nippur por un corto tiempo (Isin la recupera al poco tiempo), pero en 1835 a. C., logra mantenerla bajo su poder hasta que en 1834 a. C., Nippur se independiza.
En 1833 a. C., Isin, recobra el dominio sobre Nippur, pero en tres años más tarde debe reconquistarla, quizá por una conquista de Larsa. Para 1828 a. C., Nippur pasa al dominio de Larsa. Aunque Isin la reconquistaría todavía algunas veces más, ya su poder decaía, lo que dio a Larsa un gran impulso y la llevó a convertirse en la única potencia sumeria hasta el surgimiento del Primer Imperio Babilónico.

### Máximo apogeo de la hegemonía: Rim-Sin
A Waran-sin le sucedió Rim-Sin I, con el cual, el reino de Larsa alcanzó su máximo apogeo.
En 1813 a. C., Isin recupera Nippur, pero Rim-Sin la recupera un año después. Para 1809 a. C., Uruk e Isin, se unieron en coalición contra Larsa, pero Rim-Sin, sofocó la revuelta ese mismo año. En 1803 a. C., conquistó Der y un año más tarde a Uruk. En 1802 a. C., Isin la recupera por última vez Nippur. Isin, luego, fue vencida final y definitivamente por Larsa, que ocupó y arrasó en 1794 a. C. (según otras fuentes en 1793 a. C.) la ciudad, con lo que Nippur se declaró independiente, hasta ser ocupada por Larsa poco tiempo después de la toma de Isin. Aproximadamente ara la misma fecha, Larsa conquisa la ciudad de Der, con lo cual Larsa alcanzó su período de máximo esplendor.
Durante el reinado de Rim-Sin, Larsa llevó a cabo grandes obras: 
- Construcción y enriquecimiento de templos.
- Construcción y restauración de murallas.
- Excavación de  nuevos canales de riego para favorecer la agricultura.
- Promoción del comercio, especialmente con el Golfo Pérsico.
- Se promovió al arte y la literatura.

### Decadencia
La segunda mitad del reinado de Rim-Sin, estuvo marcado por el ascenso de Babilonia como potencia bajo la dirección de Hammurabi que había subido al trono en 1792 a. C. Hacia 1785 a. C. Larsa perdió las ciudades de Isin y Uruk a manos de Babilonia y quedó subordinada políticamente a esta. Finalmente en 1763 a. C., Hammurabi, anexiona Larsa a su naciente Imperio. Con lo que Larsa pierde su independencia y jamás vuelve a recuperar la posición de poder que había ostentado.